# Calloodes grayianus
Calloodes grayianus är en skalbaggsart som beskrevs av White 1845. Calloodes grayianus ingår i släktet Calloodes och familjen Rutelidae. Inga underarter finns listade.

## Bildgalleri

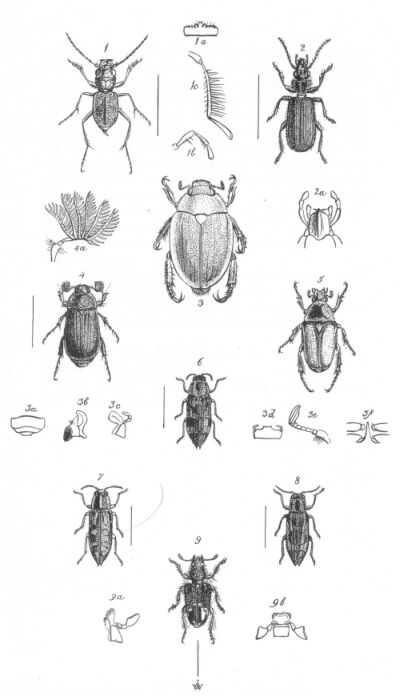